# Juan Cruz Sol Oria
Juan Cruz Sol Oria (Elgoibar, 13 de setembre de 1947 - València, 10 de novembre de 2020) fou un futbolista basc que jugava com a defensa. Va jugar la major part de la seua carrera esportiva al València CF, i va ser internacional per Espanya en 28 ocasions, marcant un gol.

## Carrera esportiva
Va començar a jugar a futbol a l'equip del seu poble, el Club Deportivo Elgoibar. Amb quinze anys, Carlos Iturraspe el va portar al València CF, club on jugaria durant 10 anys i marcaria 16 gols. El 1975 fitxa per Reial Madrid, equip amb què va guanyar 3 lligues. Finalment, el 1979 tornaria a l'equip valencianista tot i que no va disputar massa partits a causa de contínues molèsties i lesions al genoll. L'onze de febrer de 1970 va debutar com internacional a la selecció de futbol d'Espanya, en un partit contra Alemanya Federal.
El 2000 va ser delegat de camp del València CF, càrrec del qual va dimitir arran d'una errada seua en l'eliminatòria de Copa del Rei contra el Novelda CF el 2001, on l'equip merengot va ser eliminat per jugar amb quatre jugadors extracomunitaris. El 2006 va treballar per al Chelsea FC buscant noves promeses a Espanya per a l'equip londinenc.

## Estadístiques

### Clubs
| Club            | País          | Anys      | Partits (lliga) | Gols (lliga) |
| --------------- | ------------- | --------- | --------------- | ------------ |
| València CF     | País Valencià | 1965-1975 | 229             | 16           |
| Reial Madrid CF | Espanya       | 1975-1979 | 110             | 0            |
| València CF     | País Valencià | 1979-1981 | 8               | 0            |